# Йенсен-Мичинес, Самаль
Самаль Йенсен-Мичинес (фар. Sámal Joensen-Mikines; 23 февраля 1906, о. Мичинес, Фарерские острова — 21 сентября 1979, Копенгаген, Дания) — фарерский художник. Считается «отцом фарерской живописи».
Первый всемирно признанный художник Фарерских островов и один из самых видных художников Фарерских островов.

## Биография

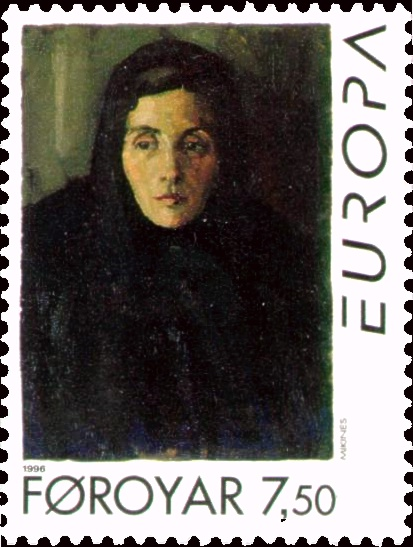
Женщина с Мичинеса (Жена художника (?, 1934), Марка 1996

Сын сапожника. В 1928—1932 годах обучался живописи в художественной школе Датской королевской академии искусств в Копенгагене у профессоров Эйнара Нильсена и Акселя Йоргенсена. В 1931 году состоялась его дебютная художественная выставка в датской столице.

## Творчество
Автор жанровых картин, пейзажей, портретов.
Для творчества С. Йенсена-Мичинеса характерен ярко выраженный нордический экспрессионистский стиль.
Многие из его картин почта Фарерских островов издала на марках. Полотна художника хранятся ныне в Национальной галерее Фарерских островов в Торсхавне и частных коллекциях.

## Галерея

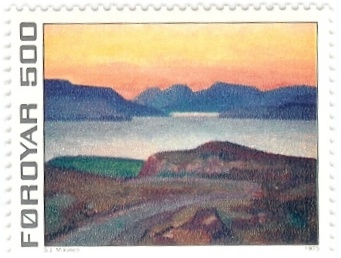
Пейзаж
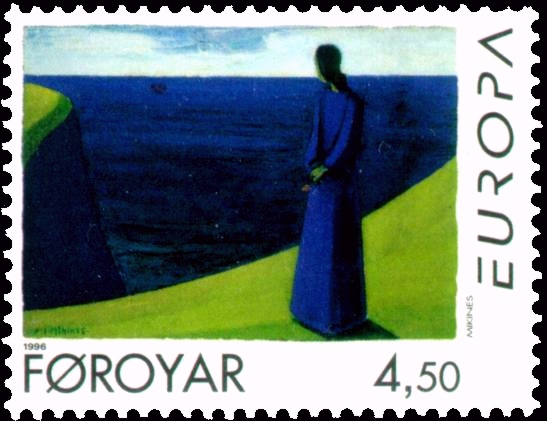
Отъезд, Марка 1996
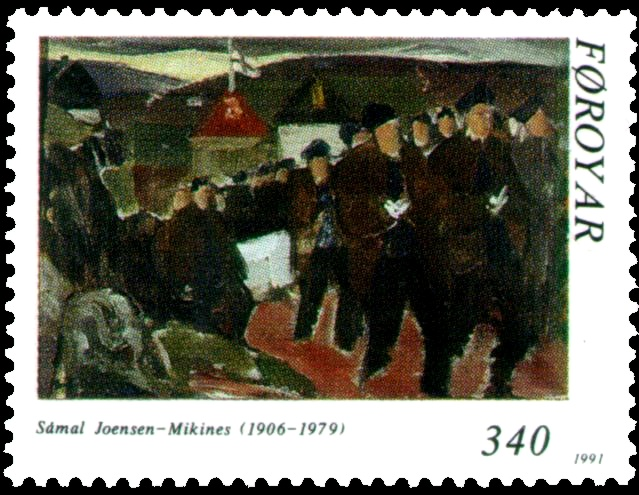
похоронное шествие (1951), Марка 1991
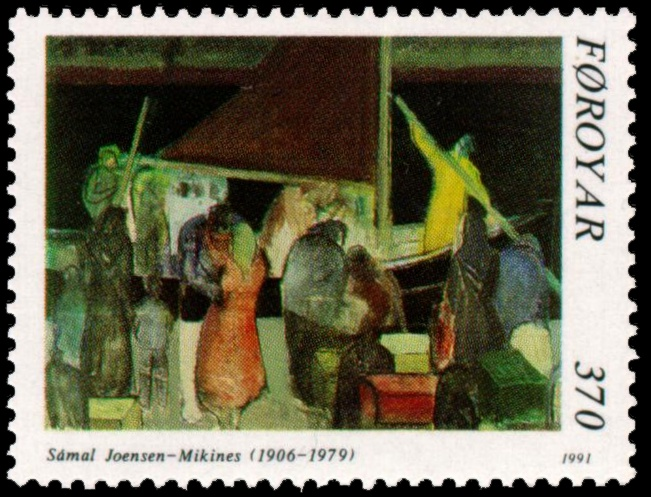
Прощание (1955), Марка 1991
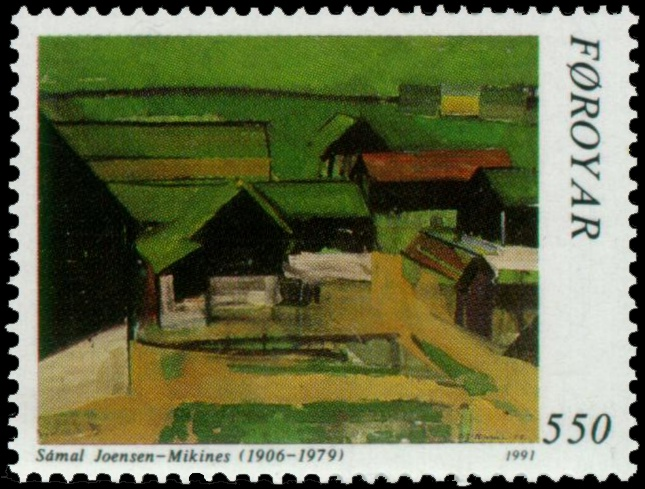
Handanágarður (1957), Марка 1991
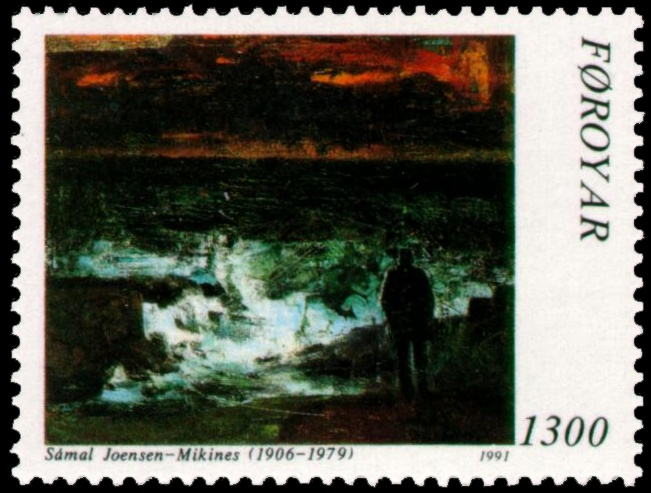
Зимнее утро (1958), Марка 1991.